# 人生旅途 (X档案)
《人生旅途》是美国科幻电视剧《X档案》第七季第17集，于2000年4月9日通过福克斯电视网在美国首播。节目由女主角吉蓮·安德森编剧并导演，属“每周怪物”系列作品，同主线剧情的层层谜团没有联系。本集首播的尼尔森家庭收视比率为7.1，约有1218万户观众收看。节目的观众整体反响良好，但专业评价褒贬不一，多篇文章批评剧中对白自命不凡，斯嘉丽的人物塑造尤其失败。
联邦调查局特工福克斯·穆德和丹娜·斯嘉丽受命调查人称“档案”的悬案，这些案件大多同超自然现象有关。穆德相信有超自然现象存在，但斯嘉丽对此抱怀疑态度，希望能证明实情并非如此，两人逐渐发展出深厚感情。斯嘉丽在本集因各种巧合遇到医学院时的旧情人丹尼尔·沃特斯顿医生，已经结婚的沃特斯顿突然陷入昏迷，斯嘉丽只能暂时打消疑惑，寻找替代医学疗法挽救他的生命。
《人生旅途》是安德森编剧的唯一一集《档案》，起初剧本实在太长，至少需要削减15页，而且缺乏完整故事结构，后在电视剧主创克里斯·卡特和执行制作人弗兰克·斯伯特尼协助下才完工。剧组成员和其他演员帮助安德森适应首度掌镜，《人生旅途》也成为《档案》由女导演拍摄的第一集。剧中大量采用莫比1999年专辑《播放》中的歌曲《天塌了》，还有多处使用锣声。学术评论注重分析节目中的实用主义和女性主义哲学主题。

## 剧情
节目开始，联邦调查局特工丹娜·斯嘉丽（Dana Scully，吉莲·安德森饰）在镜前穿衣后离开，她的同事福克斯·穆德（Fox Mulder，大卫·杜考夫尼）还躺在床上，半边躯体被床单挡住。镜头回闪到数天前，斯嘉丽抵达医院，然后因各种巧合遇到医学院时的教授丹尼尔·沃特斯顿（Daniel Waterston，尼古拉斯·苏洛维饰），两人曾在学校发生恋情。沃特斯顿患有某种无法确诊的心脏病，斯嘉丽开始考虑当年为结束两人感情离开医学院加入联邦调查局的做法是否恰当。沃特斯顿的女儿玛姬（Maggie，斯黛西·海达克饰）看到斯嘉丽后极其不满，沃特斯顿的家庭当年就是因为她而四分五裂。
正赶赴英格兰调查心轮形麥田圈的穆德致电斯嘉丽，请她同联络人科琳·阿扎尔（Colleen Azar，科琳·弗林饰）见面获取信息。斯嘉丽接电话时正在开车，此时突然有女人出现在人行道上，斯嘉丽急忙刹车，所幸没有撞到人，而且前方突然有半挂式卡车冲过。如果不是有人突然出现，斯嘉丽肯定会被卡车撞死。阿扎尔发现斯嘉丽正遭遇个人危机，表示愿意帮忙，但斯嘉丽觉得她的建议纯属无稽之谈。
不久，斯嘉丽返回并向阿扎尔道歉，表示愿意听取她的建议。阿扎尔教她佛教知识，包括集体潜意识和个人气场理念，觉得这些知识或者能够解释此前斯嘉丽遇到的怪事。沃特斯顿病危之际，前来探望的斯嘉丽用除颤器帮他恢复心跳，但病人依然陷入昏迷。玛姬因父亲的病情在医院和斯嘉丽发生争执，后者离开后前往唐人街，意外见到之前出现在人行道上的女子。斯嘉丽一路跟随，但女子进入小佛寺后莫名消失。斯嘉丽在佛寺内通过神秘景像了解沃特斯顿的病情，然后带着阿扎尔一起到医院探视沃特斯顿。
沃特斯顿经过阿扎尔和治疗师的替代疗法后完全康复，想与斯嘉丽再续前缘，后者没有接受，自认已不再是当年的天真少女。坐在医院外面长凳上的斯嘉丽似乎又看到那个神秘的女人，定睛再看才发现原来是穆德。两人来到穆德的公寓并谈起近日经历，穆德开始把这些经历朝存在主义方向引导，暗示两人是在命运安排下走到一起，但却发现斯嘉丽已经入睡，根本没听到他的话。

## 制作

### 构想和编剧

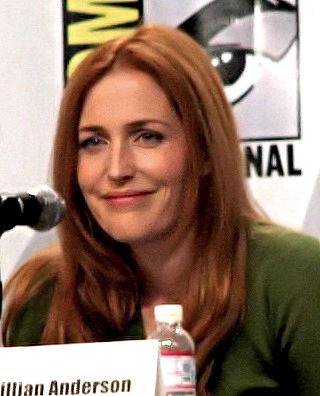
《人生旅途》是吉莲·安德森（图）编剧并导演的唯一一集《X档案》

《档案》第六季拍摄期间，安德森向电视剧主创人克里斯·卡特提出想要为一集节目编剧，把她很感兴趣的“佛教和精神治疗的威力”写进去，根据她的设想，斯嘉丽会在剧中追查“非常私人的档案，为此她在逻辑之路走不通后又踏上精神之路”。安德森一次就写好基本大纲，卡物认为故事情节十分“私人而宁静”，同意让她编剧，这段大纲之后成为《人生旅途》的基础。不过，安德森的初稿太长，至少需要削减15页，而且缺乏完整的故事结构。卡特和执行制作人弗兰克·斯伯特尼（Frank Spotnitz）随后开始协助安德森创作，但据两人后来透露，剧本绝大多数内容完全是安德森写就。
安德森对最终拍出来的节目整体满意，但对此前剧本中少数“必要的”改动颇感遗憾，其中最显著的就是斯嘉丽和沃特斯顿的关系。早期剧本中两人没有发生性关系，斯嘉丽在发现对方已婚后中止来往。安德森在本集的评论音轨中详细阐述原有设定：斯嘉丽主动结束与沃特斯顿的关系，离开医学院后进入联邦调查局国家学院学习，成长为联邦调查局特工。沃特斯顿对此十分难过，家人怀疑他有外遇。沃特斯顿的妻子自杀，所以最终完成的《人生旅途》中女儿玛姬非常憎恨斯嘉丽。安德森觉得删除这段背景后，观众很难理解玛姬为什么会那么厌恶斯嘉丽。
安德森的初稿中没有暗示斯嘉丽曾与穆德发生性关系，但斯伯特尼和其他制作组成员认为两人自然而然地会产生爱情。剧中穆德前去调查心轮形麦田圈的剧情由安德森创作，因为这样可以表明男主角无论因为什么原因离开首都，没有呆在女主角身边，但他依然能够通过某种方式了解女方经历，两人的每一步仍旧紧密相连。安德森为此投入大量时间研究麦田圈和心轮，据她事后透露，研究过程得到斯伯特尼的大力协助。

### 导演和音乐
安德森向卡特提出编剧构想期间，福克斯电视网表示很有兴趣请她担任其他节目导演。但安德森此前从未当过导演，打算在涉足其他剧集前用《档案》试水，所以提出剧本初步构想时就表示有意亲自执导。卡特起初只接受由安德森编剧，直到剧本修改全部完成后才同意让她导演。本集大部分内容是安德森与电视剧主导演金·曼纳斯（Kim Manners）合作完成，他还向安德森分配导演技巧练习，如为每个场景制作镜头清单等，帮她尽快熟悉导演工作需要。《人生旅途》不但是安德森首次执导，也是第一集由女导演拍摄的《档案》。
安德森首次掌镜令剧组成员干劲十足，众人投入更大的工作热忱，尽量满足她的需求。艺术指导设计师科里·卡普兰（Corey Kaplan）根据安德森的要求寻找佛寺，选角总监里克·米利坎（Rick Millikan）协助导演挑选演员。米利坎事后表示特别喜欢同安德森一起工作，因为看着没经验的她做事实在好玩。马克·夏皮罗（Marc Shapiro）在著作《人生旅途：档案官方指南第六卷》（all things: The Official Guide to The X-Files, Volume 6）表示，安德森在片场的导演风格“无可挑剔”，书中宣称：“安德森在拍摄导演处女作时挥舞巧手，督促演员按要求工作，有需要时马上拍板，还会处理复杂的特效桥段”。节目上映后，《档案》剧迷来信认可她的导演能力。安德森还参与后期制作剪辑，在此期间不得不把斯嘉丽和沃特斯顿的最后一场交流戏段削减约十分钟。

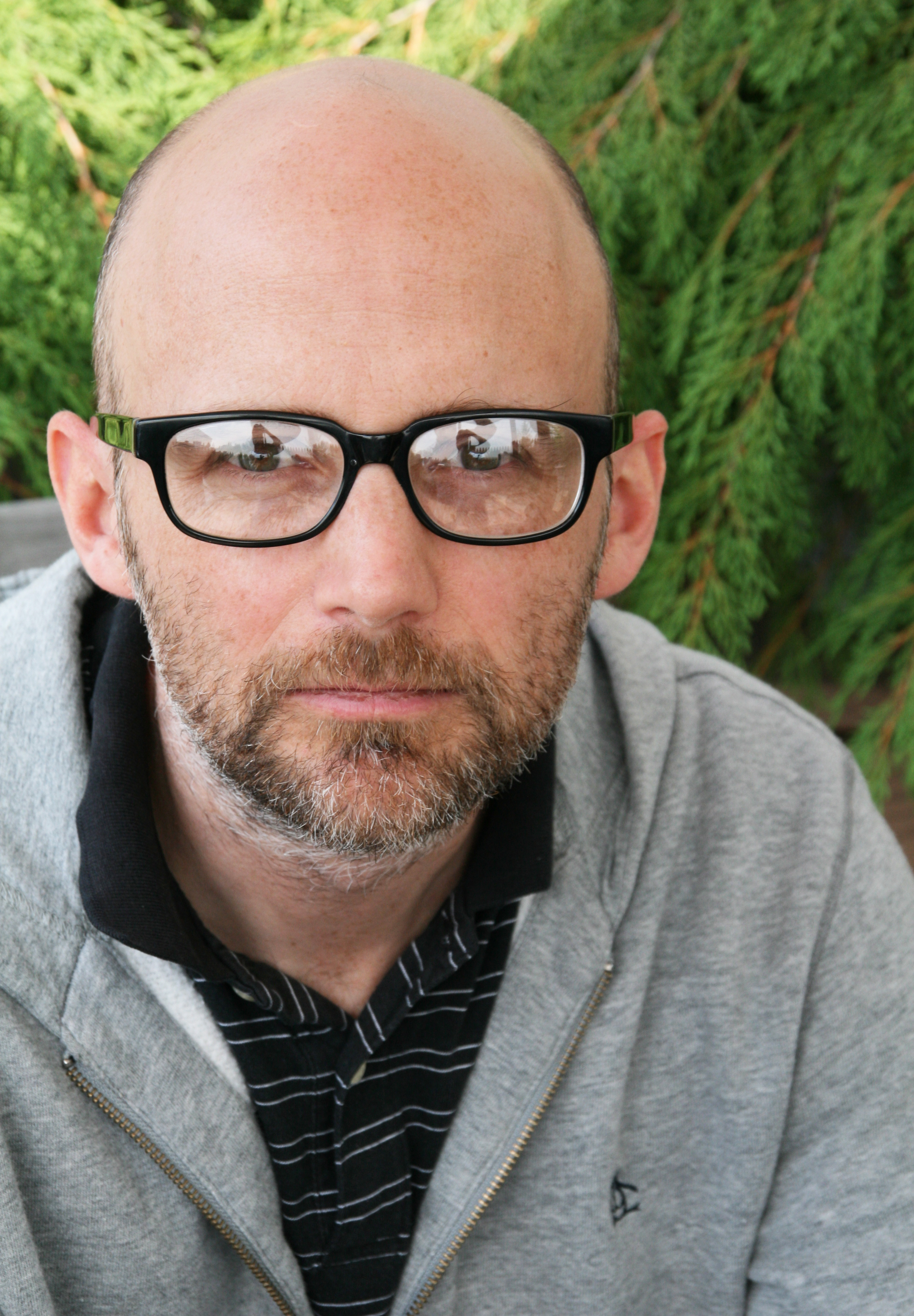
《人生旅途》大量采用电子乐手莫比1999年专辑《播放》中的歌曲《天塌了》

剧中冥想桥段需要在闪回镜头中使用过去分集的片段。保罗·拉布温（Paul Rabwin）与特效工作组挑出需要的镜头组合成动画，但剧组感觉动画效果太显“虚情假意”，最好是改用标准的狭缝扫描效果。为制作斯嘉丽看到沃特斯顿心脏症状的镜头，尼古拉斯·苏洛维赤身躺上平台，周围都是蓝幕。演员胸口放置球体定位拍摄，另一边摄制人工制造的假体心脏跳动镜头，然后使用运动匹配功能将两边画面结合。
安德森感觉莫比1999年专辑《播放》（Play）中歌曲《天塌了》（The Sky Is Broken）的歌词情境与剧本理念颇为合拍，所以想在剧中采用这首歌。她精心制作片头结束后的第一个镜头，斯嘉丽早起后收拾打扮，水槽中的水不断滴落，“声音持续不断而且带节奏”，因为节奏对音乐至关重要。《人生旅途》开始后期制作后，安德森和《档案》作曲家马克·斯诺（Mark Snow）合作，她把许多音乐拿给斯诺，请他创作风格和乐感类似的曲段。部分旋律是两人合作完成，其中一段成为《斯嘉丽的主题曲》（Scully's Theme），后在《档案》第八季第一集《内》（Within）首度播放。此外，《人生旅途》还多次使用安德森认为“非常有藏族风味”、非常适合本集的乐器：锣。

## 主题
艾琳·麦肯纳（Erin McKenna）在著作《档案哲学》（The Philosophy of The X-Files）的章节《实用主义女权主义者斯嘉丽》（Scully as a Pragmatist Feminist）指出，《人生旅途》代表斯嘉丽在面对科学、获取知识以及追求真相方面发生“重大转变”，开始接受认识与理解事物的新途径，特别是剧中的“光环、心轮、（遐想时的）神秘影像……以及看似巧合的事情往往包含重要意义”。麦肯纳称，斯嘉丽的观念转变实际上是朝美国实用主义转变，认定现实在不断变化。实用主义者相信“真相就在那里”，这也是《档案》每集片头都强调的格言，与穆德的看法相似。虽然还抱有怀疑态度，但斯嘉丽还是在《人生旅途》中开始接受实用主义。两种观念结合之下，她已经不再是单纯要求证据证明真相的怀疑论者，而是希望找到证据，但也愿意接受其他观点的经验主义者。
麦肯纳同时指出，女权主义哲学和女权主义认识论，以及试图在女权主义框架内批判或重新评估传统哲学和认知论理念的思想流派对《人生旅途》影响很大。在她看来，女权主义不认可二元思维模式，特别是“典型的男女二元论”。女权主义哲学提倡多元思维，认为世界上有许多真理彼此相通。斯嘉丽在本集一开始坚持更加理智的科学观念和处事态度，但随着剧情发展，她决定另辟蹊径，最终将精神治疗师带到医院，来“证实或证伪刚刚接触的新信仰”。神秘主义在父权社会长期影响下普遍蒙上只有女人才会相信的陈腐面纱，但斯嘉丽经过长时间考证并采用各种手段，只求让沃特斯顿恢复健康。
穆德在剧尾和斯嘉丽交谈时问起为何他不过离开两天，斯嘉丽就突然在佛寺与神说话，而且神还真会回话，斯嘉丽回答：“我可没说神真的回话”。麦肯纳认为，斯嘉丽的回答代表她讲究理智、科学的一面与刚刚形成的女权实用主义观点相互碰撞。两种理解世界的模式并不直接“相互竞争，而是像斯嘉丽和穆德一样相辅相成”。最终麦肯纳认定，节目开头的情节表明穆德和斯嘉丽已经发生性关系，这代表两人的不同哲学完全融合，形成实用主义女权主义哲学。
特蕾莎·盖勒（Theresa Geller）的《档案》学术专著在探讨本剧两性政治时用相当篇幅解析《人生旅途》。盖勒认为，安德森利用导演处女作干预女主角的人物发展，节目标题（字面意为《一切事物》）“可能是指斯嘉丽在过去所有分集的经历”。第五季第17集《灵魂》（All Souls）再度把女主角刻画成自我牺牲的母亲，《人生旅途》则让斯嘉丽从不讲究物质的天主教信仰偏离，变得更注重物质、更讲究灵性，仿佛从灵魂向事物转变。盖勒还称，结合安德森与节目女剧迷的长期互动，《人生旅途》一方面认可剧迷让男、女主角发生浪漫关系的期望，另一方面表明斯嘉丽在这样的关系中并不只是诱惑，还会直接受到剧迷影响、会因剧迷见解发生改变。
盖勒认为，剧迷干预直接影响《人生旅途》的叙事特点。“虽然与联邦调查局或超自然现象无关，但《人生旅途》表明人们可以从女人的认知中学到许多，哪怕这些认知纯属直觉、表象或缺乏理智。但要做到这点，人必须从根本上转变认知理念。”《人生旅途》中出现維多里奧·狄西嘉1953年以女人为核心的通俗电影《终站》（Stazione Termini）镜头，强调女人在浪漫关系中总不免患得患失的可悲冲动，但这个镜头只为表明斯嘉丽的观念不是在男人影响下转变，而是她根本不认识的女人，就像《档案》的女剧迷，整部电视剧都因她们的看法改变。

## 播映和反响
《人生旅途》于2000年4月9日通过福克斯电视网在美国首播，再于同年7月9日经天空第一台首度向英国播映。节目在美国共吸引1218万户观众收看尼尔森家庭收视比率为7.5/11，代表所有装有电视的家庭中有7.5%观看本集，同时所有当时在看电视的观众则有11%选择《人生旅途》。节目在英国共有58万观众收看，在天空第一台该周所有节目中排第七。2003年5月13日，《人生旅途》与第七季其他分集共同发布。
《影音俱樂部》艾米丽·范德沃夫（Emily VanDerWerff）对节目评分为，认为本集“失败得很奇怪”。在她看来，《人生旅途》的剧本有些“自命不凡”，里面包含“不少怪异的胡说八道”。不过范德沃夫也表示，虽然节目整体而言很失败，但还是拥有一些十分纯粹而朴实的内容，所以也不至一无是处。此外，她对安德森和《档案》“勇于尝试”表示钦佩。凯文·西尔伯（Kevin Silber）在网站发文，对本集评价不佳，批评剧本和人物塑造，称节目内容空洞，而且所有情节很大程度上都是靠巧合推动，甚至随意推动。他对剧中阿扎尔一角不以为然，觉得斯嘉丽的哲学“遐想”十分浅薄，更重要的是，女主角多年来一直十分坚定而理智，到这集突然就发生如此转变，奇怪程度与本集情节相比不相上下。
罗伯特·希尔曼（Robert Shearman）和拉尔斯·皮尔森（Lars Pearson）的著作《希望相信：档案批判指南，千禧年与孤胆枪手》（Wanting to Believe: A Critical Guide to The X-Files, Millennium & The Lone Gunmen）对《人生旅途》评分仅一星（最高五星），认为整体构想和人物都很枯燥。两人批评安德森“过分关注生活细节”，导致一众演员在剧中塑造的不再是真实人物，而被剥离成引向结局的密碼。此外，希尔曼和皮尔森还批评安德森的导演风格“自命不凡”，两人认为剧情本来不差，但却被大堆毫无必要的艺术枝节淹没。（字面义为“神奇影院”）的宝拉·维塔里斯（Paula Vitaris）对节目同样评价不佳，评分仅一星（最高四星）。她批评安德森的导演太过笨拙，而且剧情“严重破坏斯嘉丽过去七年确立的人物动机和个性”。
汤姆·凯塞尼奇（Tom Kessenich）在2002年的著作中称赞《人生旅途》“精彩”，特别是安德森敢于呈现斯嘉丽不堪过去的毅力，觉得节目在角色发展上比《第六次大灭绝：命运之爱》更加出色。《橙县纪事报》（The Orange County Register）刊登金尼·利特菲尔德（Kinney Littlefield）的评论，认为这集充满“怅惘和沉思”的节目对于安德森首度掌镜而言还不赖。不过，他也认为本集表现与杜楚夫尼导演的《快乐人生》相比尚有不及。《密歇根日报》（The Michigan Daily）的梅丽莎·伦斯特伦（Melissa Runstrom）在评论《档案》第七季时称赞《人生旅途》“挺有意思”。
虽然专业评价不佳，但《档案》剧迷普遍认可《人生旅途》的表现，节目制作人收到许多观众来信或来电，他们很喜欢女主角在剧中表现的脆弱和沉稳决心。

### 脚注
1. 1 2 3  The X-Files: The Complete Seventh Season-Booklet & 20th Century Fox Home Entertainment.
2. ↑  The X-Files, Season 7 & iTunes Store.
3. 1 2  Shapiro (2000), pp. 204–214.
4. ↑  The X-Files – "all things" – Research & TheXFiles.com.
5. 1 2 3 4 5 6 7  Shapiro (2000), p. 214.
6. ↑  Anderson, 15:05–15:15.
7. ↑  Anderson, 14:02–14:47.
8. 1 2 3 4 5 6 7  Shapiro (2000), p. 215.
9. ↑  Anderson, 14:25–16:18.
10. ↑  Anderson, 16:19–16:47.
11. ↑  Anderson, 0:15–040.
12. ↑  Anderson, 2:45–3:14.
13. ↑  Anderson, 3:20–3:35.
14. ↑  Harris 2012.
15. ↑  Anderson, 13:50–14:01.
16. 1 2  Special Effects with Paul Rabwin & The X-Files: The Complete Seventh Season.
17. ↑  Anderson, 2:07–2:35.
18. ↑  Anderson, 1:27–1:40.
19. ↑  Anderson, 8:50–9:05.
20. ↑  Anderson, 9:40–9:50.
21. ↑  Anderson, 11:55–12:00.
22. 1 2  McKenna (2007), p. 126.
23. 1 2  McKenna (2007), p. 127.
24. ↑  Gatens (1991).
25. 1 2  McKenna (2007), p. 133.
26. ↑  McKenna (2007), p. 136.
27. 1 2 3  McKenna (2007), p. 137.
28. ↑  McKenna (2007), pp. 133–135.
29. 1 2 3 4 5  McKenna (2007), p. 138.
30. 1 2  Geller (2016), p. 96.
31. ↑  Geller (2016), p. 97.
32. 1 2  Geller (2016). p. 98.
33. 1 2  Shapiro (2000), p. 281.
34. ↑  BARB's multichannel top 10 programmes & Broadcasters' Audience Research Board.
35. ↑  The X-Files: The Complete Seventh Season & DVD liner notes.
36. 1 2 3 4  VanDerWerff 2013.
37. 1 2  Silber 2000.
38. ↑  Shearman and Pearson (2009), p. 221.
39. 1 2  Vitaris 2000，第18–37頁.
40. ↑  Kessenich (2002), pp. 125–127.
41. 1 2  Littlefield 2000.
42. ↑  Runstrom 2003.

### 书籍和期刊
- Gatens, Moira. . Indiana University Press. 1991. ISBN 9780253281906.
- Geller, Theresa. . Detroit: Wayne State University Press. 2016: 96  [2020-08-03]. ISBN 9780814339428. （原始内容存档于2018-06-17）.
- Kessenich, Tom. . Trafford Publishing. 2002  [2020-08-03]. ISBN 9781553698128.
- McKenna, Erin. . Kowalski, Dean A  (编). . University Press of Kentucky. 2007. ISBN 0813124549.
- Shapiro, Marc. . Harper Prism. 2000  [2020-07-26]. ISBN 9780061076114.
- Shearman, Robert; Pearson, Lars. . Mad Norwegian Press. 2009. ISBN 9780975944691.
- Vitaris, Paula. . Cinefantastique. 2000-10, 32 (3): 18–37.

### 网页、报纸和家用媒体
- . iTunes Store. Apple.   [2020-08-03]. （原始内容存档于2019-06-18）.
- Anderson, Gillian. . The X-Files: The Complete Seventh Season: 20th Century Fox Home Entertainment. 2005.
- (booklet). Kim Manners, et al. 20th Century Fox Home Entertainment.  [1999–2000].
- . TheXFiles.com. Fox Broadcasting Company. 2000-03  [2003-04-14]. （原始内容存档于2003-04-14）.
- Harris, Will. . The A.V. Club. The Onion. 2012-03-30  [2020-08-03]. （原始内容存档于2019-11-20）.
- . Broadcasters' Audience Research Board.   [2020-08-04]. （原始内容存档于2021-02-17）.说明：需在右侧从上至下依次选择“2000”年、（七月）、“3  - 9 ”（6月12日至7月4日），左侧选择Sky 1后点按钮。
- Kim Manners et al.  (DVD liner notes). 20th Century Fox Home Entertainment. 2006.
- Paul Rabwin.  (DVD). The X-Files: The Complete Seventh Season: 20th Century Fox Home Entertainment. 2000.
- VanDerWerff, Emily. . The A.V. Club. The Onion. 2013-02-02  [2020-08-04]. （原始内容存档于2019-11-21）.
- Silber, Kevin. . Space.com (Techmedia Network). 2000-04-10  [2010-06-04]. （原始内容存档于2010-06-04）.
- Littlefield, Kinney. . The Orange County Register (Freedom Communications). 2000-04-09  [2020-08-04].
- Runstrom, Melissa. . The Michigan Daily (University of Michigan). 2003-06-08  [2020-08-04]. （原始内容存档于2018-06-18）.